# Louis Ignacio-Pinto

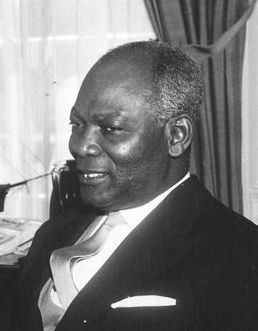
Louis Ignacio-Pinto, 1961

Louis Ignacio-Pinto (* 21. Juni 1903 in Porto-Novo, Kolonie Dahomey; † 24. Mai 1984 in Dourdan, Frankreich) war ein Jurist, Diplomat und Politiker aus der Republik Benin, die 1960 aus der ehemaligen französischen Kolonie Dahomey entstanden war und bis 1975 den historischen Namen Dahomey trug. Er wirkte von 1947 bis 1955 als Vertreter Dahomeys im Conseil de la République (dem Vorgängerkammer des heutigen französischen Senats) und war von 1967 bis 1970 Präsident des Obersten Gerichtshofs seines Heimatlandes sowie von 1970 bis 1979 Richter am Internationalen Gerichtshof.

## Leben
Louis Ignacio-Pinto wurde 1903 in Porto-Novo geboren und absolvierte seine Ausbildung, die er mit einem Doktorat in Rechtswissenschaften und hat einen Abschluss in Literatur abschloss, in seinem Heimatland, in Nigeria sowie in Lyon und Bordeaux. Anschließend verbrachte er einige Jahre in Paris und in England. In der Zeit der Vierten Französischen Republik war er von Januar 1947 bis Juni 1955 Senator für Dahomey im Conseil de la République (Rat der Republik), der zweiten Kammer des französischen Parlaments, aus der später in der Fünften Republik der heutige Senat entstand. Er gehörte im Rat der Gruppe der unabhängigen Vertreter der Überseegebiete (Groupe des Indépendants d'Outre-Mer) an.
Später wandte er sich einer diplomatischen Laufbahn zu und wirkte unter anderem zeitweise als Botschafter von Dahomey in den Vereinigten Staaten sowie als außerordentlicher und bevollmächtigter Gesandter und ständiger Vertreter seines Heimatlandes bei den Vereinten Nationen (UN). Von 1967 bis 1969 gehörte er der Völkerrechtskommission der UN an. Am 19. Januar 1967 wurde er darüber hinaus zum Präsidenten des Obersten Gerichtshofs von Dahomey ernannt, dieses Amt hatte er bis zum 31. Januar 1970 inne und Cyprien Aïnandou wurde sein Nachfolger. Anschließend wechselte er als Richter an den Internationalen Gerichtshof in Den Haag, an dem er für eine turnusgemäß neunjährige Amtszeit von Februar 1970 bis Februar 1979 wirkte. Er starb 1984 in Dourdan.

## Auszeichnungen
Louis Ignacio-Pinto wurde als Großoffizier (Grand Officier) in den Ordre National de la République du Bénin und in die französische Ehrenlegion aufgenommen.

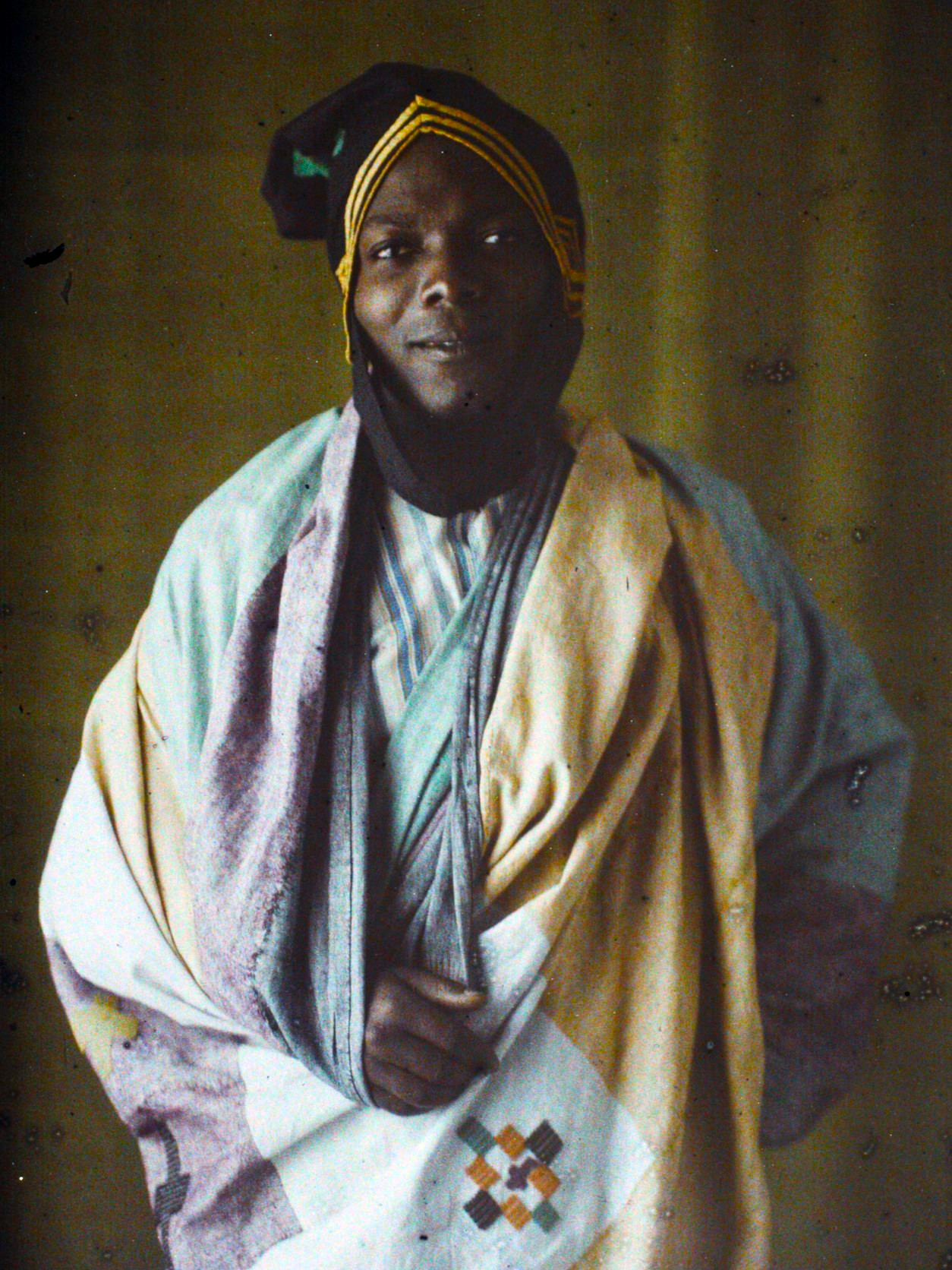
Louis Ignacio-Pinto, 1931. Autochrom von Georges Chevalier.